# Луїза Лотаринзька
Луїза Лотаринзька-Водемон (фр. Louise de Lorraine-Vaudémont; 30 квітня 1553 — 29 січня 1601) — представниця Лотаринзького дому, дружина Генріха III Валуа і французька королева з 1575 по 1589 роки. Також відома як «Біла дама».

## Біографія

### Дитинство
Майбутня королева Франції народилася 30 квітня 1553 року в замку Номені (фр. NoményNomény), в Лотарингії. Вона була першою дитиною Ніколя Лотарінгського, графа де Водемон і герцога де Меркер, і Маргарити д'Егмон. Вона походила зі знатного голландського роду Егмонтів. Дідом по батьківській лінії був Антуан I, герцог Лотаринзький і Барський.
Дівчинці ледве виповнився рік, коли померла її мати. Друга дружина батька, Жанна Савойська, була дуже прив'язана до неї і дала прекрасну освіту. Третя ж дружина батька, Катерина Лотаринзька-Омаль, навпаки, не любила ні її, ні інших дітей свого чоловіка від другого шлюбу, зведених братів і сестер Луїзи.

### Відносини з Генріхом III
Вперше Генріх Валуа побачив Луїзу ще будучи герцогом Анжуйським, на шляху до Польщі — восени 1573 року при Лотаринзькому дворі герцога Карла III та його дружини Клавдії Французької. У той час Генріх був шалено закоханий у  Марію Клевську, дружину його кузена Генріха Конде і не думав про шлюб ні з ким, крім неї.
Ставши королем Франції, Генріх III зобов'язаний був одружитися, щоб забезпечити продовження королівського роду. Генріх розглядав декілька кандидатур, в тому числі і кандидатуру Катерини де Бурбон, сестри Генріха Наваррського. Вона володіла чарівною зовнішністю і живим розумом, але Катерина Медічі змогла відмовити свого сина від шлюбу з непримиренною гугеноткою і донькою королеви Наваррської. Не одружився він і з Єлизаветою Австрійською, вдовою свого брата Карла IX. Т  Претендентками на королівський престол Франції розглядалися також шведська принцеса і навіть племінниця Генріха — інфанта Ізабелла Клара Євгенія, дочка його рідної сестри Єлизавети і Філіпа II Іспанського, якій на той час було всього сім років. Катерина Медічі висловлювалася на користь шлюбу зі шведською принцесою і була дуже здивована, коли Генріх повідомив, що має намір одружитися з Луїзою де Водемон. Цей шлюб спочатку не здавався королеві-матері особливо вигідним, проте вона вирішила не заважати синові і незабаром побачила позитивні сторони цього союзу. Генріх III, не бажаючи втрачати незалежність і побоюючись стати чоловіком дуже владної жінки, хотів взяти в дружини ніжну і лагідну дівчину, яка буде йому вірною помічницею. Він занадто втомився від владності власної матері і не бажав знаходити її в дружині. Катерина Медічі швидко зрозуміла це, як і те, що завдяки цьому шлюбу вона збереже свій вплив на сина і не буде витіснена іншою жінкою.

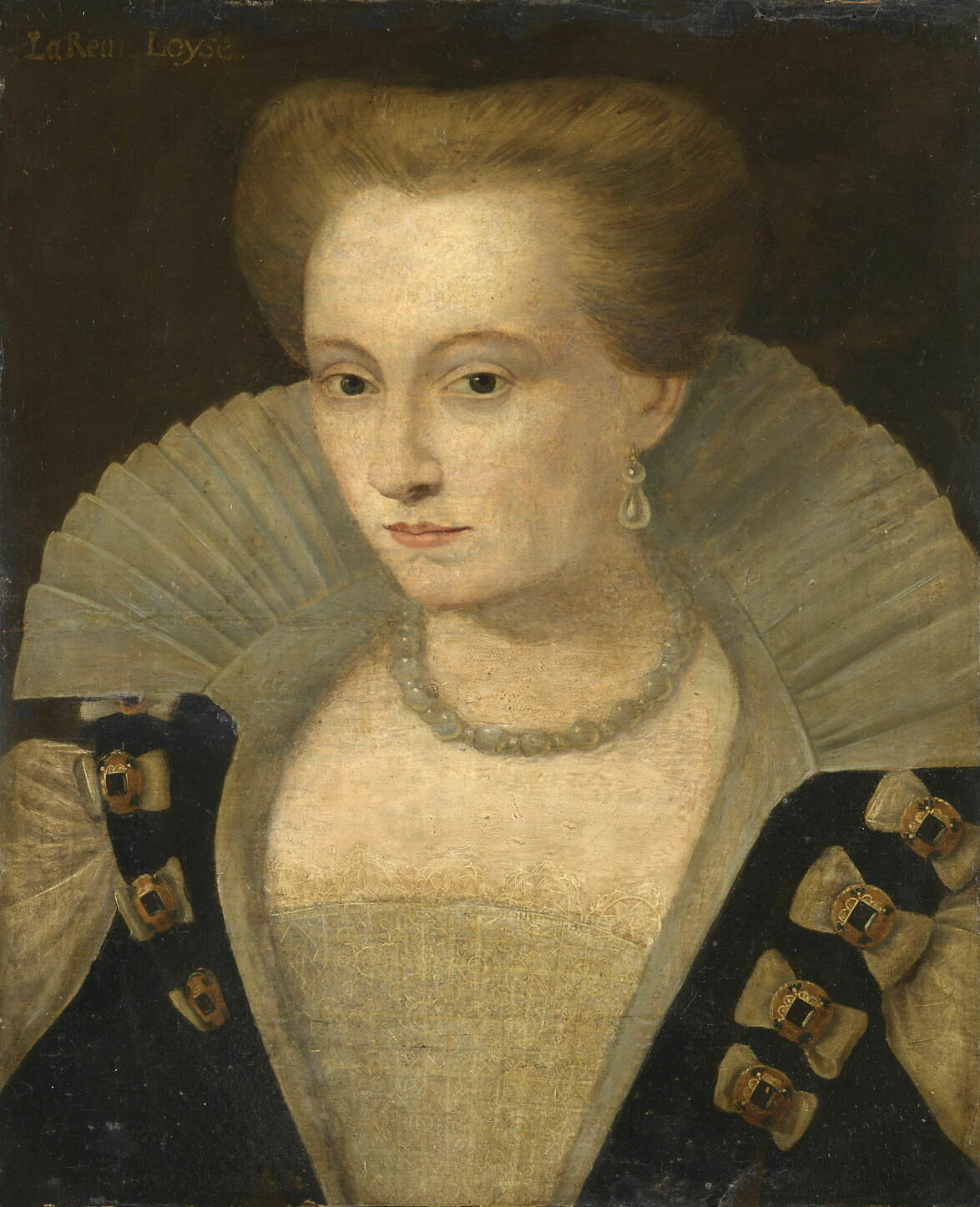
Луїза приблизно в 1580 році

Швидше за все, Генріх став схилятися на користь шлюбу з Луїзою, ще будучи в процесі вибору нареченої. Його довірена особа, Філіп Шеверні, пише в своїх мемуарах:
|  | За словами короля я зрозумів, що він хоче вибрати жінку своєї національності, красиву і приємну. Вона потрібна йому, щоб любити її й мати дітей. Він не збирається ходити до інших, як робили його попередники. Його серце майже вже схилилося до Луїзи де Водемон. Відкривши свої почуття, король надав мені честь і попросив поговорити з королевою і домогтися її позитивної відповіді. |

Двір був здивований вибором Генріха. Пані де Шатонеф позбулася місця королівської фаворитки. У січні 1575 року Генріх посилає в Лотарингію Філіпа де Шеверні і Мішеля дю Гаста, маркіза де Монгоже, щоб зробити Луїзі офіційну пропозицію від свого імені. Луїза в цей час перебувала у паломництві до Сен-Нікола-де-Пор, і батько дав згоду на її шлюб з королем Франції без її відома.
Луїза навіть не припускала можливість такого шлюбу. Король Франції залишив глибокий слід в її серці, коли вона бачила його ще герцогом Анжуйським. Але вона розуміла, що не може розраховувати на таку блискучу партію. І коли вранці до її спальні увійшла мачуха, вона дуже здивувалася, але, як повідомляє Антуан Мале:
|  | ...здивування її зросло ще більше, коли мачуха тричі присіла перед нею в глибокому реверансі, перш ніж звернутися і вітати її як королеву Франції; дівчина подумала, що це жарт, і вибачилася за те, що так пізно лежить в ліжку, але тут до кімнати зайшов батько і, сівши біля ліжка доньки, повідомив, що король Франції бажає взяти її в дружини |

Генріх вирішив позбутися відразу ж своєї колишньої коханки і невдачливого нареченого Луїзи, Франсуа Люксембурзького. П'єр де Л'Етуаль пише про те, що одного разу король викликав Франсуа і сказав, що вирішив одружитися з його коханкою і хоче, щоб той у відповідь одружився з його, тобто з пані де Шатонеф. Франсуа Люксембурзький попросив відстрочку і швидко покинув двір.
Коли Генріх прямував до Реймса на коронування і на весілля з Луїзою, він раптом помітив у свиті своєї матері Марі д'Ельбеф, доньку Рене д'Ельбефа, кузину Луїзи, і закохався в неї. Вона доклала всіх зусиль, щоб відмовити Генріха від весілля з Луїзою, але королева-мати переконала сина в правильності його вибору, бо цілком справедливо вважала Марі д'Ельбеф небезпечною суперницею за вплив на сина. Цей інцидент ледве не зіпсував весілля Генріха й Луїзи.
Одруження тим не менш відбулося — 15 лютого 1575 року в кафедральному соборі в Реймсі, де Генріх III був коронований за два дні до цього. Генріх сам пришив до плаща своєї нареченої перли і дорогоцінні камені, уважно стежив за підготовкою її весільного вбрання, постійно чіплявся до кравців і ювелірів і сам зачесав наречену. Луїза зносила всі його капризи з безмежним терпінням. Внаслідок цих зволікань месу перенесли на декілька годин, і вона почалася тільки після полудня. Месу вів кардинал де Бурбон. 21 лютого король і королева покинули Реймс і 27 числа прибули до Парижу.
Незважаючи на щиру любов до Луїзи, Генріх не міг відмовитися від кохання на стороні. Втім, він ретельно приховував свої пригоди від дружини і ніколи не мав офіційної фаворитки. Проте королева зберегла до кінця своїх днів щиру любов до чоловіка. У листі, написаному королевою у вересні 1580 року і адресованому герцогині де Немур, королева скаржиться на тимчасову відсутність короля і на те, що з нею «немає поруч такого прекрасного і доброго чоловіка. Він такий добрий до мене, що я молю Бога зберегти його, і хочу жити тільки заради нього одного, ви це добре знаєте».
Королева не брала жодної участі в справах керування державою, хоча не була обділена розумом. І все ж Генріх III іноді запрошував її на засідання Ради. Вона сприяла примиренню герцога Майенського і Генріха після вбивства Ґізів, дуже важко переживаючи ворожнечу двох своїх сімей. Луїза де Водемон була вірною помічницею Генріха III, щиро любила його і дарувала йому розраду.

### Проблеми з потомством

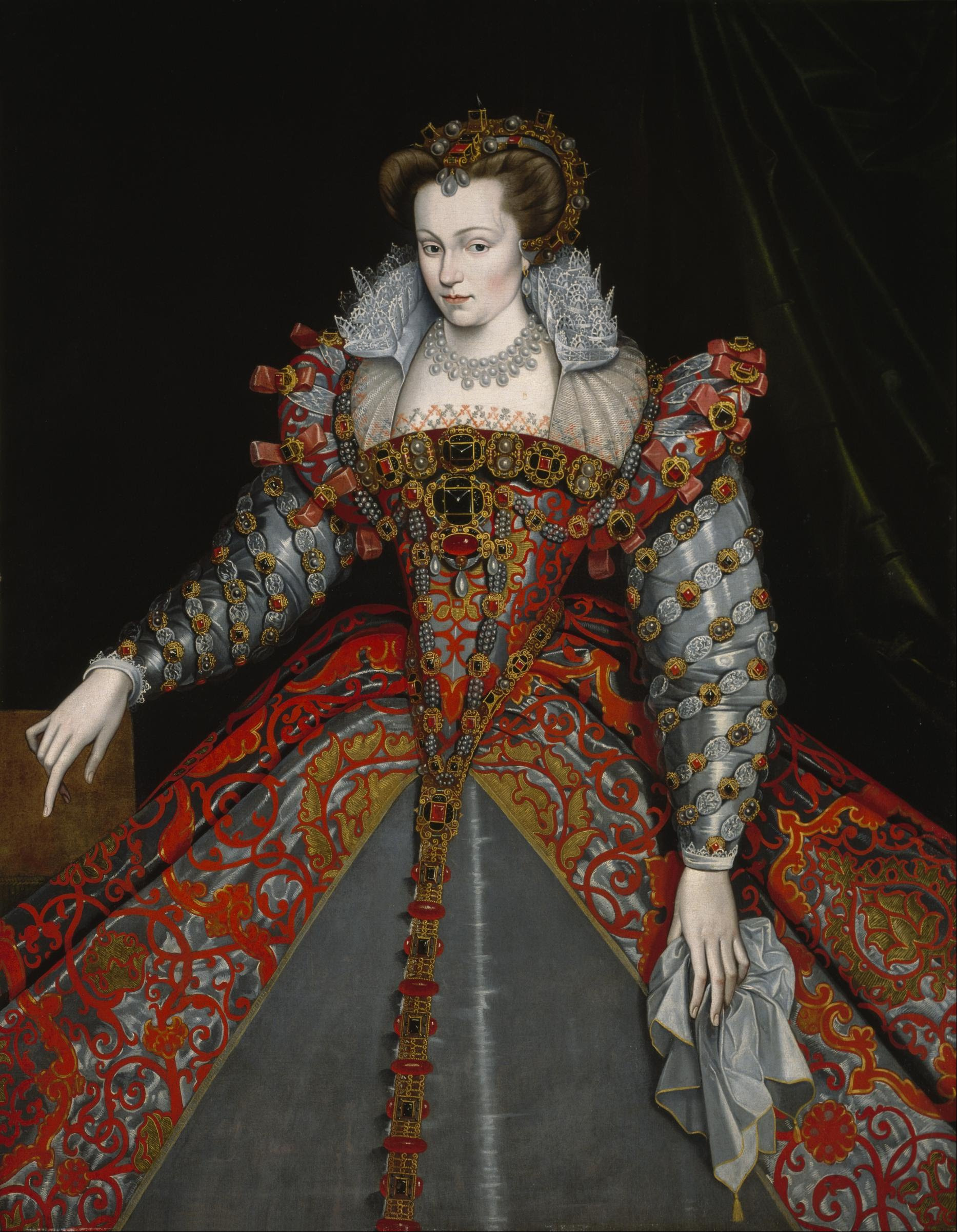
Луїза в 1580 році. Портрет роботи Франсуа Клуе.

У березні 1576 року молода королева захворіла. Лікарі давали їй ліки, які не допомагали, і такий стан тривав до серпня. Швидше за все, королева була вагітна, і ліки, що давали їй лікарі, спровокувало викидень. Про це каже канцлер Шеверні, наближений короля і один із двох послів, відправлених Генріхом просити руки Луїзи в Лотарингію. Цілком можливо, що саме викидень королеви зробив її безплідною.
З цього можна припустити, що Генріх був здатний мати дітей, хоча незабаром вся громадськість почала звинувачувати його, а не королеву, у безплідді. Це посилювалося тим фактом, що у нього не було незаконнонароджених дітей. Хоча не виключено, що Генріх добре приховував їх наявність, не бажаючи ранити почуття подружжя або ж з якихось інших міркувань. У 1570 році ходили чутки, що пані де Шатонеф вагітна від короля, а в 1587 році пройшов слух, що король таємно виховує дочку від пані дю Беррі.
Через слабке здоров'я короля, вінценосна сім'я стала їздити на води. Вони відвідували три курорти — Бурбон-Лансі, Пуг і Спа в надії, що їх цілющі властивості допоможуть їм зачати дитину. Води курорту Спа дуже важко переносилися Генріхом. Він скаржився Віллеруа, що ніколи ще не відчував себе так погано.
Між тим Генріх III із завидною постійністю виконував свій подружній обов'язок з королевою, але це не приносило жодного результату. Луїза винила у всьому себе і важко переносила закиди короля, який говорив, що в безплідді їх пари винна королева.
З 1579 року королівська пара відвідувала святі місця. 26 січня 1582 року королева повідомляє про своє бажання вирушити до Шартру. Королева пішки попрямувала туди і йшла сім днів, пройшовши 20 льє, незважаючи на дощ і глибокі калюжі. В дорозі вона не разу не заговорила. Востаннє подружжя відвідали Шартр у грудні 1586 року, але Луїза була змушена залишатися в ліжку, бо у неї був сильний жар. Ці паломництва не допомогли королівської подружжю отримати спадкоємця і лише підірвали їх здоров'я. Королева місяцями страждала від високої температури, Генріх майже всі дні проводив поруч з нею, втішаючи і ніжними словами підтримуючи її мужність.
Думка про розлучення жахала королеву, але королева-мати була налаштована проти цього і докладала всіх зусиль, щоб підтримувати гармонію у відносинах сина і невістки. Луїза знайшла в Катерині Медичі підтримку та щиру участь. Король же в свою чергу писав, що дуже радий, коли його дружина знаходиться поруч з королевою-матір'ю, «щоб служити їй — це найкраще для неї, коли вона не зі мною».

### «Біла Королева»

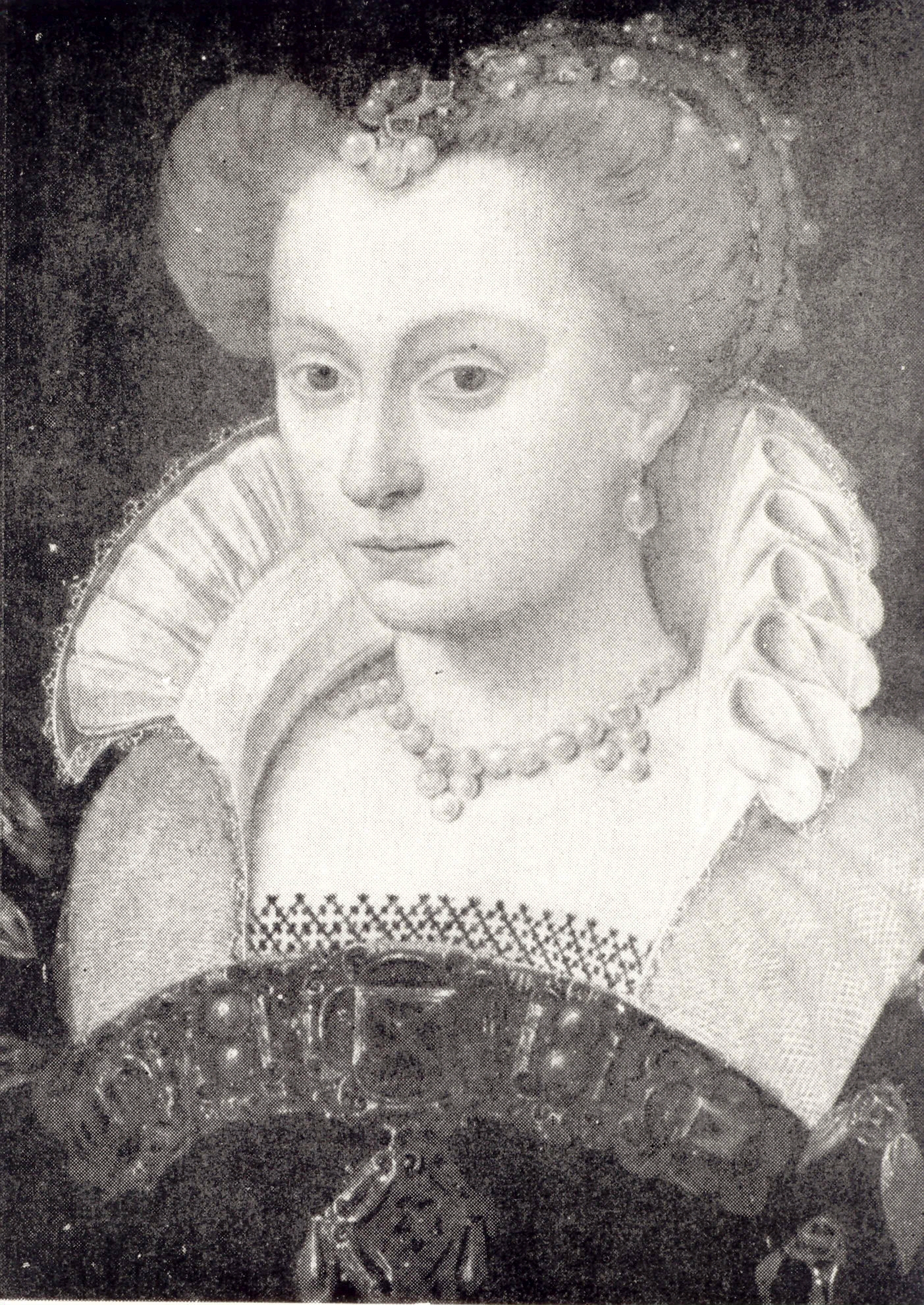
Портрет Луїзи Лотарінгське роботи Франсуа Клуе, кінець 1570-х. Втрачений під час Другої світової війни (з фото 1939 року)

Після трагедії, що сталася 1 серпня 1589 року, коли Генріх III був убитий, королева Луїза більше ніколи не зняла траур, ставши «Білою Королевою».
6 грудня 1589 року вона пише з Шенонсо герцогу де Неверу, що вона «пригнічена безперервним болем, не маючи сил виносити свою дуже жорстоку втрату, позбувшись благословення нашого Господа». Вона клопотала і в Римі, і перед Генріхом IV, і перед кардиналом де Жуайезом, щоб з Генріха III зняли звинувачення у вбивстві Ґізів. Вона вимагала від Генріха IV покарання натхненників вбивць її чоловіка, однак новий король відмовився влаштовувати судовий розгляд з Ґізами.
У спадок від Катерини Медичі вона отримала прекрасний замок Шенонсо, в якому прожила наступні 11 років, занурена в глибокий траур. Свою спадщину вона заповіла майбутній герцогині де Вандом, дружині Сезара Вандомського — своєї племінниці Франсуазі.
29 січня 1601 року Луїза де Водемон померла в замку Мулен.